# Devlin DeFrancesco
Devlin DeFrancesco (Toronto, 17 januari 2000) is een Canadees autocoureur.

## Carrière
DeFrancesco begon zijn autosportcarrière in het karting in 2006 op zesjarige leeftijd. Hij reed in kampioenschappen zoals de Florida Winter Tour en de SKUSA Pro Tour. In 2011 kwam hij uit in zowel Noord-Amerikaanse als Europese races, waarbij hij in Italië zevende werd in de Final Cup. In 2013 werd hij kampioen in het Canadese National Junior Karting-kampioenschap. In 2014 keerde hij terug naar Europa en werd tweede in het Italiaanse kampioenschap en derde in het CIK-FIA Europese kampioenschap. Dat jaar liep hij ook een blessure aan zijn pols op, waardoor hij een volledig jaar niet deel kon nemen aan kampioenschappen. Als onderdeel van zijn herstel ging hij naar de Carlin Academy waarin hij zich voorbereidde op de Formule 4.
In 2015 werd DeFrancesco geslecteerd om deel uit te maken van het Generation Ganassi Driver Identification Program, het opleidingsprogramma van IndyCar-team Chip Ganassi Racing. Tevens keerde hij dat jaar terug naar de autosport, waarbij hij de tweede helft van het Ginetta Junior Championship reed voor het team HHC Motorsport. Een zevende plaats op het Knockhill Racing Circuit was zijn beste resultaat in twaalf races, waardoor hij 23e werd in het kampioenschap met 66 punten.
In 2016 maakte DeFrancesco de overstap naar het formuleracing, waarbij hij debuteerde in de Nieuw-Zeelandse Toyota Racing Series bij het team Giles Motorsport. Met een vijfde plaats op Teretonga Park als beste resultaat werd hij tiende in de eindstand met 465 punten. Aansluitend keerde hij terug naar Europa, waarbij hij debuteerde in het Britse Formule 4-kampioenschap bij het team Carlin. Hij won drie races op het Thruxton Circuit, op Oulton Park en op het Croft Circuit en werd vijfde in het klassement met 265 punten. Daarnaast reed hij ook het grootste deel van het seizoen in het Italiaanse Formule 4-kampioenschap bij het team Mücke Motorsport. Twee vijfde plaatsen op het Circuit Mugello waren zijn beste klasseringen, waarmee hij negentiende werd in het kampioenschap met 40 punten.
In 2017 maakte DeFrancesco zijn Formule 3-debuut in de Euroformula Open bij Carlin. Hij won één race op het Circuit de Barcelona-Catalunya en werd achter Harrison Scott en Nikita Troitskiy derde in het kampioenschap met 172 punten. In het Spaanse kampioenschap binnen deze klasse werd hij kampioen met drie zeges en 119 punten. Daarnaast maakte hij aan het eind van dat jaar eveneens zijn debuut in het Europees Formule 3-kampioenschap voor Carlin als vervanger voor Ameya Vaidyanathan tijdens de laatste twee raceweekenden op de Red Bull Ring en de Hockenheimring.
In 2018 zou DeFrancesco fulltime uitkomen in de Europese Formule 3 bij Carlin. Na vier raceweekenden, waarbij hij tijdens de laatste twee niet in actie kwam, verliet hij het kampioenschap puntloos. Vervolgens maakte hij dat jaar in het raceweekend op de Red Bull Ring zijn debuut in de GP3 Series bij het team MP Motorsport. Ook hier scoorde hij geen punten en eindigde hij met twee elfde plaatsen op de Red Bull Ring en het Yas Marina Circuit als beste resultaten op plaats 21 in het klassement.
In 2019 werden de Europese Formule 3 en de GP3 samengevoegd in het nieuwe FIA Formule 3-kampioenschap, waarin DeFrancesco uitkwam voor het team Trident. Hij kende een lastig jaar waarin hij geen punten kon scoren. Met een negende plaats in de sprintrace op de Red Bull Ring als beste klassering eindigde hij op plaats 25 in het kampioenschap.
In de winter van 2019 op 2020 kwam DeFrancesco uit in het Aziatisch Formule 3-kampioenschap bij het team Absolute Racing. Hij behaalde drie podiumplaatsen, maar miste de laatste twee raceweekenden vanwege zijn angst voor COVID-19. Met 101 punten werd hij zevende in het kampioenschap. Aansluitend zou hij terugkeren in de FIA Formule 3 bij Trident, maar hier werd hij voorafgaand aan het seizoen vervangen door David Beckmann. In plaats hiervan nam hij dat jaar deel aan de Indy Pro 2000 voor Andretti Steinbrenner Autosport. Hij won twee races op de World Wide Technology Raceway at Gateway en het New Jersey Motorsports Park en stond in vier andere races op het podium, waardoor hij met 341 punten tweede werd in de eindstand achter Sting Ray Robb.